# HEMA (Unternehmen)
Die Hema B.V. (für niederländisch Hollandse Eenheidsprijzen Maatschappij Amsterdam, deutsch: „Holländische Einheitspreis-Gesellschaft Amsterdam“) ist eine niederländische Warenhauskette, die seit 2002 auch Filialen in Deutschland betreibt.
Typisch für Hema sind die niedrigen Preise und das Sortiment der Waren, die alle ausschließlich von und/oder für Hema produziert werden.

## Hintergrund

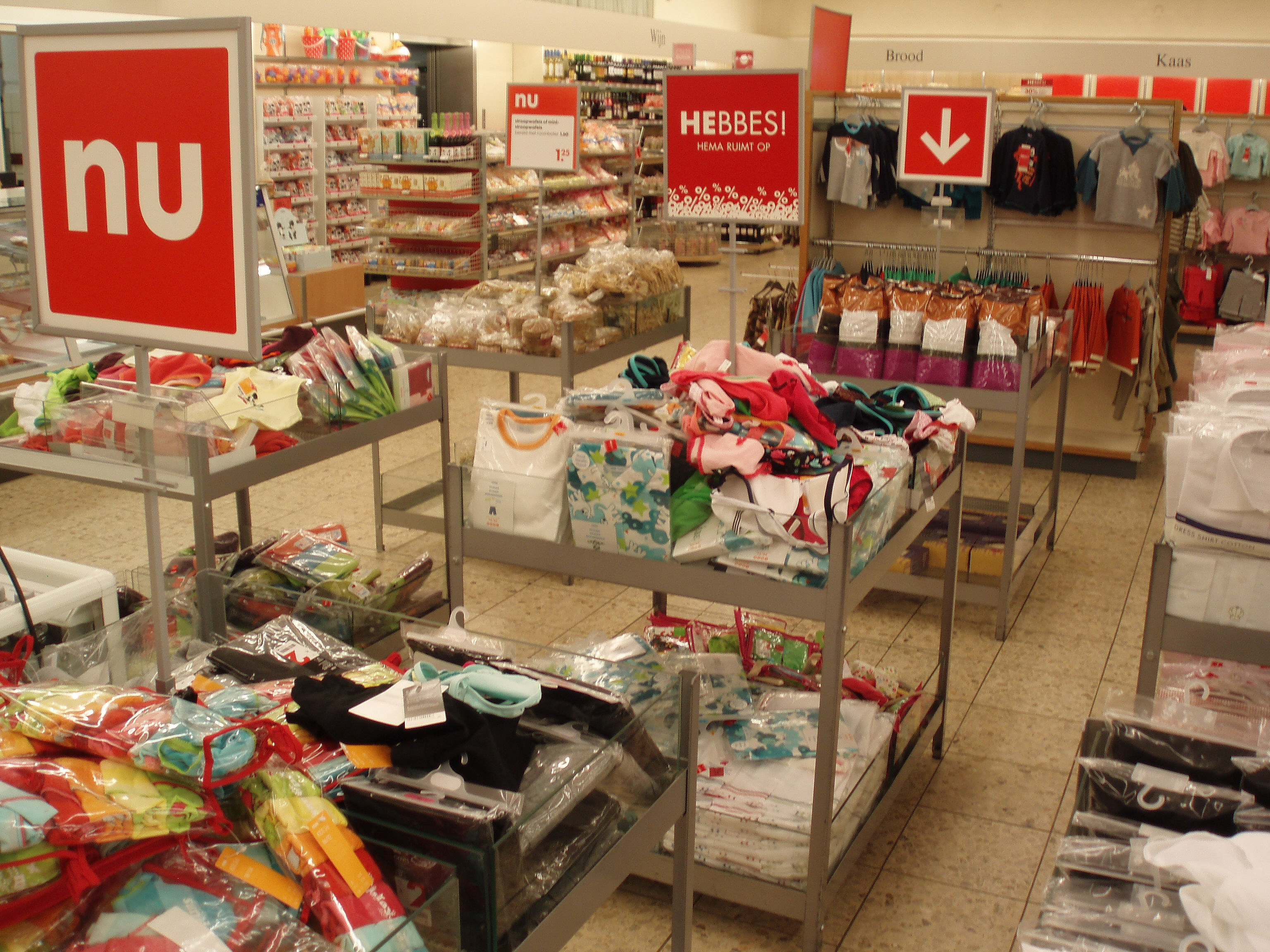
Innenansicht eines niederländischen Hema-Geschäfts in Zwolle (2007)

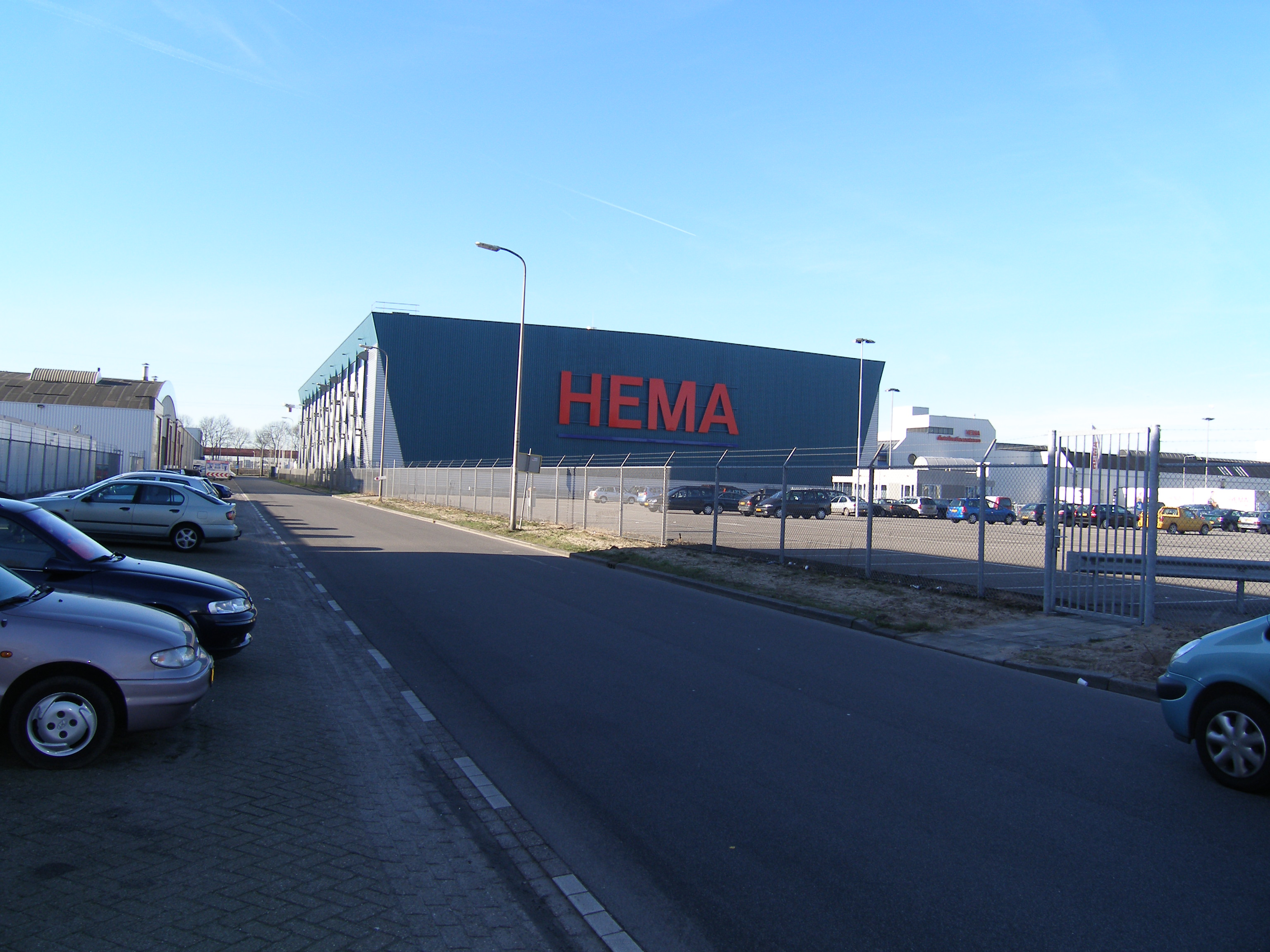
Zentrallager in Utrecht (2008)

Die niederländische Warenhauskette De Bijenkorf gründete 1926 die Billiglinie Hema. Die erste Filiale wurde 1926 auf der Amsterdamer Kalverstraat – der besucherstärksten Einkaufsstraße in den Niederlanden nahe des Dam – gegründet. Zum Konzept gehörte, dass alle Artikel zu Einheitspreisen verkauft wurden.
2007 wurde Hema von der Private-Equity-Gesellschaft Lion Capital übernommen; nach mehreren Verkaufsversuchen wurde das Unternehmen im Oktober 2018 an Ramphastos Investments, ein Beteiligungsunternehmen des niederländischen Investors Marcel Boekhoorn, veräußert.
Im Zuge der Covid-19-Krise musste das Unternehmen Insolvenz erklären und sich unter den Schutz der US-Insolvenzverfahrens stellen (Chapter 15), um seine Schulden zu restrukturieren; im Rahmen dessen wurde nach einem Käufer für das Unternehmen gesucht. Im Herbst 2020 wurde ein möglicher Verkauf an ein Konsortium aus Parcom Capital, einer Investmentorganisation des bisherigen Eigners Marcel Boekhoorn, und der Eigentümerfamilie des niederländischen Lebensmitteleinzelhändlers Jumbo bekannt gegeben. Die Transaktion wurde zum 1. Februar 2021 abgeschlossen.
Hema betreibt rund 750 Filialen, überwiegend in den Niederlanden (545), in Belgien (98), Deutschland (20), Luxemburg (4), Frankreich (70), Österreich (6), Großbritannien (9), Spanien (8) und Dubai (1) (Stand 2020). Das Zentrallager befindet sich im Gewerbegebiet Lage Weide in Utrecht.
Die erste deutsche Filiale besteht seit 2003 im Neusser Stadtzentrum. Es gibt Filialen u. a. in Frankfurt, Düsseldorf und Berlin.
Der Verwaltungssitz der Hema GmbH & Co. KG befindet sich in Essen. Die Flächenproduktivität liegt in den besten deutschen Filialen bei etwa 2150 Euro/m², in den Niederlanden jedoch gut 1000 Euro darüber.